# Eine Nacht auf dem kahlen Berge

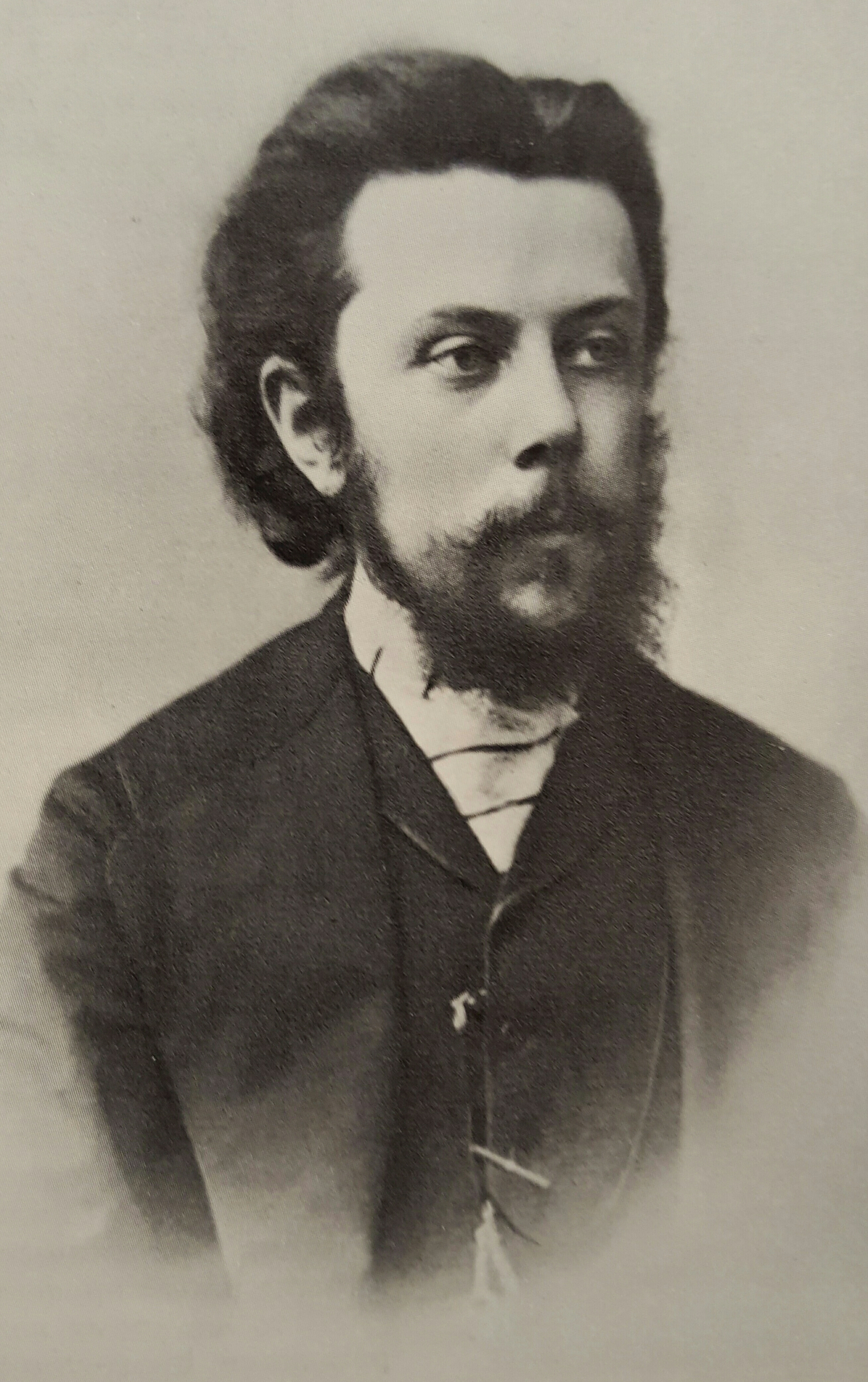
Modest Mussorgski (1865)

Eine Nacht auf dem kahlen Berge (russisch Ночь на Лысой горе Notsch na Lyssoi gore; eigentlich Johannisnacht auf dem Kahlen Berge, russisch Иванова ночь на лысой горе Iwanowa notsch na lyssoi gore) ist eine sinfonische Dichtung und das einzige größere Orchesterwerk von Modest Mussorgski.
In der Bearbeitung von Nikolai Rimski-Korsakow gilt das Werk als eines der bekanntesten Beispiele für russische Programmmusik des 19. Jahrhunderts.

## Werkbeschreibung
Mussorgski beschreibt den Tanz der Hexen in der Johannisnacht (vom 23. auf den 24. Juni) auf dem Lyssaja gora („kahlen Berg“), einem Ort der slawischen Mythologie, der ähnlich dem Blocksberg als Versammlungsort der Hexen gilt. Es gibt im slawischen Sprachraum mehrere Berge namens Lyssaja gora/Lysá hora/Łysa Góra; es ist aber nicht bekannt, dass Mussorgski sich mit seiner Komposition auf einen konkreten Berg bezogen hätte.
In der Partitur der Fassung von 1867 notiert Mussorgski mehrere programmatische Zwischenüberschriften:
- Сбор ведьм, их толки и сплетни („Versammlung der Hexen und ihr Geschwätz“)
- Поезд Сатаны („Satans Zug“)
- Чёрная служба (Messe noire) („Schwarze Messe“)
- Шабаш („(Hexen-)Sabbat“).

Die Bearbeitung von Rimski-Korsakow (vgl. Entstehungsgeschichte) weicht von Mussorgskis ursprünglichem Programm insoweit ab, als der abschließende Hexensabbat stark gekürzt ist, auf dem Höhepunkt der Sabbatfeier aber in der Entfernung die Glocke einer Dorfkirche ertönt, die die Geister der Finsternis vertreibt.
Eine Aufführung dauert etwa 13 Minuten.

### Besetzung der Fassung von 1867
3 Flöten (3. Piccolo), 2 Oboen, 2 Klarinetten, 2 Fagotte, 4 Hörner, 2 Kornette, 2 Trompeten, 3 Posaunen, Tuba, Pauken, Schlagwerk (Triangel, Tamburin, kleine Trommel, Becken, große Trommel, Tamtam), Streicher

## Entstehungsgeschichte
Das Werk hat eine vielstufige und verwirrende Entstehungsgeschichte, was zu einigen Missverständnissen in der Rezeption führte.
- Erstmals soll sich Mussorgski mit dem Thema schon 1858/59 bei Entwürfen zu einer Oper nach Nikolai Gogols Erzählung Der Johannisabend sowie 1860 für eine Schauspielmusik zu Die Hexe von Baron Georgi Mengden beschäftigt haben. Es sind allerdings keine Entwürfe erhalten geblieben.
- Einige Passagen in der unvollendet gebliebenen Oper Salammbô (1863–1866) sollen „auffallende Ähnlichkeiten“ mit der Nacht auf dem Kahlen Berge enthalten.[1]
- Ab 1866 konzipierte Mussorgski eine sinfonische Dichtung unter dem Titel Johannisnacht auf dem Kahlen Berge, die er ab dem 12. Juni 1867 im Orchestersatz niederschrieb und am 23. Juni auf Gut Minkino im Luga-Distrikt beendete. Die Angabe Rimski-Korsakows, Mussorgski habe teilweise Anregungen von Franz Liszts Totentanz für Klavier und Orchester empfangen, führte zu dem Missverständnis, auch Mussorgski habe für diese Besetzung komponiert. Tatsächlich ist diese Fassung für Orchester allein geschrieben. Sie ist die einzige vollendete Fassung von Mussorgskis Hand. Allerdings stieß sie auf massive Ablehnung durch die Komponisten-Kollegen der Gruppe der Fünf: Mili Balakirew vermerkte in der Partitur mehrfach „unsinnig“. Mussorgski verteidigte sein Werk in einem Brief an Rimski-Korsakow vom Juli 1867. Dennoch wagte er es in der Folgezeit nicht mehr, sich um eine Aufführung zu bemühen, und komponierte auch keine weiteren Orchesterwerke mehr.
- Im Auftrag des Kaiserlichen Theaters Sankt Petersburg arbeitete Mussorgski 1871/72 zusammen mit Rimski-Korsakow, Alexander Borodin und César Cui an der gemeinsamen Ballettoper Mlada. Für eine Szene mit dem schwarzen Gott Tschernobog auf dem mythischen Berg Triglaw (der nichts mit dem gleichnamigen Berg Triglav in Slowenien zu tun hat) griff Mussorgski Teile seiner Johannisnacht wieder auf. Die Oper blieb allerdings unvollendet und die Manuskripte sind verschollen.[2]
- 1880 schließlich entwarf Mussorgski für seine unvollendet gebliebene Oper Der Jahrmarkt von Sorotschinzy ein „sinfonisches Intermezzo mit Chor und Ballett“ mit Begleitung von zwei Klavieren (als Klavierauszug einer vorgesehenen, aber nicht ausgeführten Orchestrierung). Dieses stellt eine Neubearbeitung der Johannisnacht dar.

Keine dieser Fassungen wurde zu Lebzeiten des Komponisten öffentlich aufgeführt. Mussorgskis Originalpartitur wurde in den 1920er Jahren wiederentdeckt und am 3. Februar 1932 in London unter der Leitung von Nikolai Malko uraufgeführt. 1968 erschien die Originalpartitur auch im Druck. Obwohl diese Fassung seither von bedeutenden Dirigenten wie Claudio Abbado oder Waleri Gergijew aufgenommen wurde und Rimski-Korsakows Fassung (siehe unten) von vielen Musikwissenschaftlern als „Verfälschung“ angesehen wird, herrscht letztere Fassung bis heute weiterhin auf den internationalen Konzertpodien vor.

## Bearbeitungen

### Rimski-Korsakow

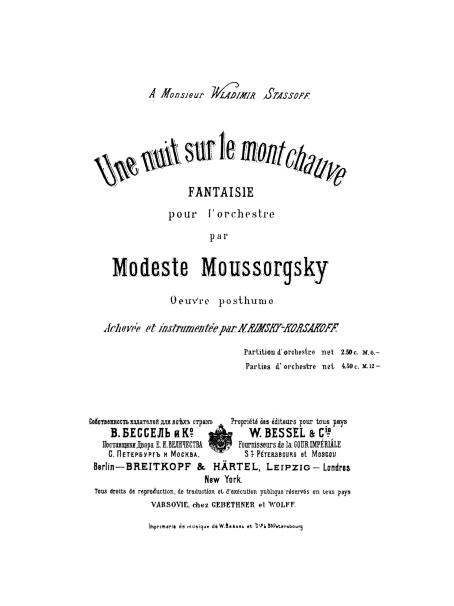
Titelblatt der Erstausgabe in der Fassung von Rimski-Korsakow (1886)

Nach Mussorgskis Tod unternahm es Nikolai Rimski-Korsakow, die Johannisnacht ebenso wie andere Werke Mussorgskis in eine aufführungsreife Form zu bringen. Rimski-Korsakow gab aber an, sich mit diesem Werk besonders schwergetan zu haben; zwei Jahre lang habe er keine befriedigende Form gefunden. Seine Fassung bezeichnete er schließlich als „vervollständigt und instrumentiert“, was insofern irreführend ist, als mit der Fassung von 1867 ja eine vollständige und instrumentierte Partitur von der Hand des Komponisten vorlag. Rimski-Korsakow basierte seine Bearbeitung hauptsächlich auf Mussorgskis letzter Fassung aus Der Jahrmarkt von Sorotschinzy. Er kürzte Mussorgskis Ende des Hexensabbats und fügte stattdessen die folgende Szene aus dem Jahrmarkt an, die mit einer Glocke das Ende des Spuks einläutet und das Werk in einer friedlichen Morgenstimmung enden lässt. Somit stellt Rimski-Korsakows Fassung letztlich ein eigenständiges Werk dar, das als Pasticcio aus mehreren Werken Mussorgskis zusammengestellt ist und mit dessen Konzeption nur noch teilweise zu tun hat.
Rimski-Korsakows Fassung wurde unter seiner Leitung am 27. Oktober 1886 mit großem Erfolg in Sankt Petersburg uraufgeführt. Am 28. Juni 1889 stellte er seine Fassung auch auf der Pariser Weltausstellung vor, womit auch der internationale Erfolg des Werks einsetzte.

#### Besetzung
wie in der Fassung von 1867 (siehe oben), zusätzlich mit Glocke in D und Harfe

### Weitere Bearbeiter
Später erschienen Bearbeitungen für Orchester von Leopold Stokowski, Gottfried von Einem und Wissarion Schebalin. Das komplette Stück wurde von Isao Tomita 1974 auf dem Album Firebird Suite adaptiert. Die Stern-Combo Meißen spielte 1977 eine Adaption für Keyboard und Percussion ein. Die Progressive-Metal-Band Mekong Delta spielte das Stück für ihr Album Dances of Death (and Other Walking Shadows) in einer Rockband-Besetzung ein. Im Jahr 2014 erschien im österreichischen Musikverlag Doblinger eine Orgel-Bearbeitung des dänischen Organisten Erik Kolind.

## Verwendung in Film und Spiel
Der russisch-französische Filmemacher und Grafiker Alexei Alexeieff schuf 1933 in Paris zu Mussorgskis Musik einen frühen abstrakten Animationsfilm Eine Nacht auf dem kahlen Berge (Une nuit sur le mont chauve).
Auch Walt Disney hat die Musik dieses Werkes in der Bearbeitung von Leopold Stokowski als Teil seines Zeichentrickfilms Fantasia in prägnante Szenen umgesetzt. Das Werk wird außerdem mehrfach im Spielfilm Jabberwocky der beiden ehemaligen Monty-Python-Mitglieder Terry Gilliam und Michael Palin zitiert. Eine Adaption des Stückes ist in dem englischen Horrorfilm Asylum – Irrgarten des Schreckens zu hören. Außerdem findet die Einleitung im Film Natural Born Killers Verwendung.
Daneben diente es nebst anderen Werken von Mussorgski als Hintergrundmusik des Computerspiels Frontier: Elite II (1993). Eine verkürzte Version des Stückes wurde in der Action-Rollenspiel-Reihe Kingdom Hearts (ab 2002) benutzt. Später wurde das Lied erneut in Kingdom Hearts 3D: Dream Drop Distance (2012) verwendet. Bei der Musik handelt es sich um die etwas abgeänderte Version aus dem Film Fantasia. Des Weiteren wurde es im Spiel Earthworm Jim verwendet.
1998 verwendete die US-amerikanische Hip-Hop-Gruppe Beastie Boys das Stück für ihren Song Intergalactic auf dem Album Hello Nasty.